# 内燃力発電
内燃力発電（ないねんりょくはつでん、英語: internal combustion power generation）は、燃料の燃焼で放出される熱エネルギーを内燃機関で運動エネルギー（回転運動）に変換し発電を行う火力発電方式の一つである。短時間で始動できるのが特徴。

## 内燃機関の種類による分類
- ガスタービンエンジン：主に大規模な工場などで、コジェネレーションシステムとして使用される。
- レシプロエンジン（往復動機関）[注釈 1]
  - 火花点火機関（ガスエンジンなど）：都市部のビルなどでコジェネレーションシステムとして使用されるほか、個人でも購入が可能な小型汎用エンジンとの組み合わせによる可搬式（発動発電機 = 発発）が普及している。
  - 圧縮着火機関（ディーゼルエンジンなど）：非常用電源や、電源車、離島などの小規模火力発電所などに利用される。ガソリンエンジンのものより重量は大きいが、可搬式や車輪が付いた移動式（夜間工事の照明用や電気溶接用などで普及）もある。

## その他
- 内燃機関に対して外燃機関による発電方法は汽力発電やそれに類する海洋温度差発電、冷熱発電がある。
- コンバインドサイクルは内燃機関(ガスタービンエンジン)と外燃機関(汽力発電)を組み合わせた発電方法である。